# 美國航空191號班機空難
美國航空191號班機是美國航空一班從芝加哥奧黑爾國際機場前往洛杉磯國際機場的定期航班。1979年5月25日，执行该飞行任务的一架DC-10-10型客機起飛時因左邊引擎突然脫落導致前緣襟翼失控和主儀表斷電，加上飛行手冊中單引擎失效之緊急處理未涵蓋前緣襟翼失效的狀況，導致按照訓練的飛行組員仍無法挽救。飛機最終失速墜毀，導致機上271人及地面2人罹難。以機上人員罹難人數計，此次事件至今仍為美國本土史上伤亡最多的空難。以總傷亡人數計，則是九一一恐怖襲擊事件前美国本土傷亡最慘重的空難。

## 前言

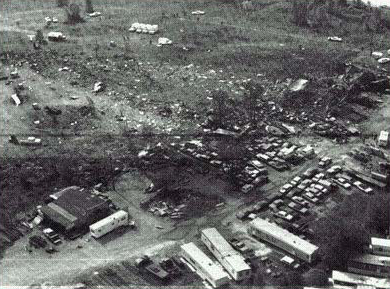
191號班機墜毀現場

1979年5月25日是美國陣亡將士紀念日假期的第一天。當天奧黑爾國際機場天氣晴朗，吹着猛烈的西北風，風速達22節（時速40.744公里）。作為世界上最繁忙的機場之一，加上是假期的第一天，奧黑爾機場也一如以往地繁忙。
當天負責執行191號航班的一架麥道DC-10-10型客機（註冊編號為N110AA）於1972年2月25日交付美國航空，配备3台通用电气CF6-6K发动机，墜毀前累計已飛行了20,000個小時，期間並沒有發生任何的安全問題。而DC-10-10型客機是一種比較新的飛機型號，8年前才取得商業飛行的許可。另外，DC-10亦為當時投入商業服務的最大機型之一，在混合配置下，可以容納270名乘客。
當天有258名乘客和13名機員登上191號航班。乘客中有不少人是趕往洛杉磯參加出版商年會的芝加哥文學界人士。

## 機組成員
当天191号航班的機長是經驗豐富的華特·勒斯（Walter Lux），53歲。他的副機長是詹姆士·迪拉（James Dillard），49歲，他是另一位資深機師；飞航工程师是阿尔弗雷德·尤道文斯（Alfred Udovich），56歲。機長華特·勒斯累計飛行員時間22,000小時，他從八年前DC-10開始加入商業飛行時就開始駕駛這個機型。副駕駛占士·迪拉和機械師Udovich同樣經驗豐富，他們的飛行時間加起來也有25,000小時。機上另有10名空中乘務員。

## 事件經過
當日下午北美中部時間14:50，N110AA獲准滑行至32右跑道，在15:02，航班獲准起飛並開始在跑道上加速滑行 。
就在飛機開始拉起機鼻，在跑道上大約滑行了6,000英尺時，塔臺管制員埃德·立卡發現在其左翼的一號引擎突然脫落，並向上飛起越過機翼後砸在跑道上。隨後，飛機拉著一條由燃油和液壓液洩漏形成的霧化尾跡，以正常姿態爬升至距地面大約350英尺。從理論上而言，發生這種情況對於DC-10來說，還是可以挽救的，其重心和空氣動力學的變化仍在外形的容許範圍內。只要引擎的分離沒有造成其他的故障，飛行員應該可以把它安全地帶回地面。在後來的模擬飛行試驗中，如果飛行員意識到191航班上發生的問題，他們能從失速的狀態下挽救飛機。
飛行員試圖將空速從165節調整至推薦的發動機失效爬升速度153節，但是引擎的脫落已經嚴重損傷了控制前緣襟翼（一種可以伸縮的設備，增加襟翼的面積提高升力，用以減少起飛和降落階段飛機失速速度）的液壓管線。更為嚴重的是，脫落的引擎應該給機長的儀表提供電力，儀表上會醒目的顯示失速警報，而且機長的操縱桿會抖動。但是，這些都僅在機長的儀表上顯示，副駕駛的儀表上並未有相關的信息。而要按到備份電源按鈕，機械師需要旋轉他的座椅，鬆開安全帶，站起來才可以。這個一般是在巡航過程中的異常情況的處理程序，而不是在起飛時的緊急處理程序。這意味著飛行員對於飛機的真實情況並不了解。飛行員無法從座艙的窗戶中看到引擎的情況，而塔臺管制員也沒有將他們看到的通知飛行員。
由於液壓油洩漏，左翼的前緣襟翼被收起，使機翼的失速速度從124節上升至160節，進而造成升力嚴重下降。由於飛行員當時以為是單純的單發故障，便按照對應的處理程序拉起機頭爬升並降低速度，以便保護剩下的引擎以防更多失效，並獲得更多高度以防不測。此舉導致左翼開始失速，而右翼卻仍然提供升力。在大約325英尺的高度，飛機很快失去控制向左傾斜至122度，機頭指向地面，並於于北美中部時間15:04，即離地後31秒，在機場西南面，距離跑道頭約4,600英尺的開闊地撞擊地面。
飛機撞擊了原Ravenswood機場的一個機庫，此機庫當時被位於的Courtney-Velo排水系统工程公司使用。機身在原機場上劃出了一道很深的溝，位於一個旅行拖車聚集點的東面。由於飛機上裝載了大量易燃的航空燃油，它在墜毀處形成了一個巨大的火球，并形成了一個巨大的蕈狀雲，甚至在芝加哥市中心的洛普區（The Loop）都能看到。飛機隨即解體並燃燒，機上所有271人在撞擊和爆炸中喪生，同時，在Courtney-Velo公司維修車間工作的兩名工人也因此喪生，另有兩人以上嚴重燒傷。部分殘片飛入臨近的移動住所聚集處，造成3人受傷，5輛拖車和其他一些車輛受損。

## 飛行紀錄儀，塔臺管制員
塔臺管制員︰埃德·立卡

## 目擊者，媒體反應
在電子化新聞采集技術的幫助下，災難以及其調查過程很快在所有的媒體上傳播著。而次日在《芝加哥論壇報》頭版上的一張由業餘攝影師拍攝的事故照片更加強了公眾對于事件的反響。
那個時候，美航允許機上的乘客通過閉路電視系統觀看飛機起飛和降落的過程，但我們不知道乘客是不是由此看到了飛機正在墜毀。來自多倫多的Michael McLaughlin，透過奧海爾機場候機室的一扇窗戶錄下了飛機起飛和墜毀的過程。
而在目的地的洛杉磯國際機場，職員們正小心的防范到達的新聞媒體接近在機場等候191航班的乘客親屬們。
在某些早期報道中提到事故可能是由于和一架小型飛機相撞引起。這個說法明顯是由于在飛機墜毀地點的殘骸中發現了一些小型飛機的零件。最終這些零件被確定來自地面，是原先Ravenswood機場一個廢棄多年的通用航空設施。它的所有者曾經在原先的機庫中售賣過二手飛機零件。

## NTSB調查

美國聯邦航空局提供的DC-10飛機的引擎和挂架圖示

這是DC-10客機自面世以來發生的第四次致命事故，一共有622人死於這四次DC-10的空難中。這引起多個媒體嚴厲批評。報告指意外發生時天氣良好，事發時附近亦沒有雀鳥群及其他飛機，因此調查集中在機件問題。後來經過幾年在各方面調查，結論是美国航空没有按照原厂规定的程序维修引擎。飛機維修必須按部就班，不能為了省工時及金錢而走捷徑。在原厂流程中，拆卸引擎时，应将引擎自挂架上拆下，将挂架留在机翼上。但美航为了节省工时，将挂架和引擎一起从机翼上拆下（挂架与机翼间的触点容易拆卸）。再将修好的引擎和挂架一起挂回机翼上时，因为机件沉重，使用的举重设备精度又有限，导致试图挂接时不易对准。在不断调整时，挂架挂载点受到撞击而损伤。在随后的飞行中，挂架上的损伤形成金属疲劳不断发展，最终导致挂架断裂，引擎脱落。

## 事故之後

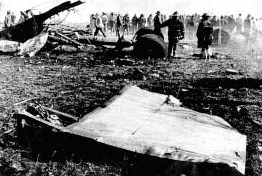
191號班機的殘骸

调查显示，麦道公司并未为DC-10客机提供足够的设计细节及维修说明。此外，DC-10客机频频发生的事故使其安全性能受到质疑。191号航班坠毁加上五年前一架土耳其航空的DC-10墜毁於巴黎附近，美國聯邦航空局立即停飞了境内所有的DC-10飞机，直到证明其安全性没有问题。调查显示，因为航空公司普遍使用和美国航空类似的不标准引擎维修流程，有多架飞机上有类似的损伤。调查整改结束后，DC-10重新被允许飞行。
美國聯邦航空局要求修改DC-10客机的设计，一是保证在液压系统受损时，已经伸出的前缘缝翼不会缩回；二是要求飞机的黑匣子和引擎仪表必须要由多个引擎供电，以避免单一引擎失效时它们断电失效；三是要求副駕駛的操縱桿上也必須安裝警告失速的抖桿器。191号航班起飞时，客舱内的熒幕会显示机尾摄影机拍摄的镜头，于是飞机上的乘客很可能亲眼目睹了客机失控和自己逼近死亡的全过程。在事件之后，这种服务也被取消。美航同時更新了針對單發失效的處理流程，不再要求減速爬升。
美國航空因維修失当而被美国政府罰款50萬美元，同時保險公司也向美國航空賠償2500萬美元。
雖然美国航空和麥克唐納-道格拉斯公司員工发起了「我為DC-10感到自豪」運動，可是麥道公司仍因這次空難而股價急跌20%。DC-10本身亦不再為航空公司信任，從此銷量大跌。諷刺的是，DC-10雖然曾因為設計問題導致空難，但此次事故的主要原因是維修保養不足，而不是其本身設計的問題，事發當時麥克唐納-道格拉斯公司已經徹底改掉了原有的技術隱患，1997年，麥道最終因陷入困境而被競爭對手波音所收購。
雖然DC-10的安全問題受到各方關注，在銷售量上還是打敗了競爭對手洛克希德三星客機，後者的銷量仅到DC-10的一半。究其原因，除了三星客機比DC-10遲面世外，其引擎亦只有勞斯萊斯一個選擇；相反，DC-10除了通用電氣外，亦有普惠的產品供選擇。尽管如此，DC-10的销量依然在1980年以后大败给仅用两个引擎却拥有DC-10-10相同航程的空中客车A300，最终导致DC-10销量急剧下跌并于1989年停产。

## 參照
- 商業客機事故列表
- 以色列航空1862號班機 因引擎脫落而墜毀的事故。
- 中華航空358號班機空難 因引擎脫落而墜毀的事故。
- 跨空服務航空671號班機 引擎脫落但成功緊急降落的事故。
- 日本航空123號班機空難 因維修不當而墜毀的事故。
- 中華航空611號班機空難 因維修不當而墜毀的事故。
- 航空安全

## 外部連結
- 意外調查報告 （页面存档备份，存于）資料來源：Aviation Safety Network
- NTSB (National Transportation Safety Board) Report (pdf)
- Aviation-Safety.net report on the disaster （页面存档备份，存于）
- FAA "Public Lessons Learned from Accidents -American Airlines Flight 191"
- Article on a journalist's investigation of DC-10 aircraft and the Flight 191 crash
- Ghost of the Prairie - Lingering Spirits of Flight 191
- PlaneCrashInfo.Com - American Airlines Flight 191 （页面存档备份，存于）
- Chicago Public Library article on Flight 191 （页面存档备份，存于）
- Flight 191 Remembered (FOX Chicago website) （页面存档备份，存于）
- Pre-crash pictures from Airliners.net （页面存档备份，存于）